# Nihon no bijutsu
Ne pas confondre avec la revue académique du même nom.
Nihon no bijutsu (日本の美術, littéralement « Arts du Japon ») est une collection universitaire japonaise traitant de l'histoire de l'art du Japon, depuis les périodes préhistoriques à nos jours. Elle a été éditée par Heibonsha (平凡社) au Japon entre 1964 et 1968, puis traduite et publiée en anglais par Weatherhill entre 1972 et 1980 sous le titre The Heibonsha Survey of Japanese Art.
L'édition japonaise comprend 25 volumes et quatre suppléments thématiques sur l'artisanat, la calligraphie, les jardins et la céramique ; l'édition anglaise comprend également ces 29 volumes plus un ouvrage supplémentaire de Saburō Ienaga (Japanese Art: A Cultural Appreciation) et un index, soit 31 au total.

## Volumes
Édition japonaise
1. Nihon bijutsu nyūmon par Itsuji Yoshikawa
2. Nihon bijutsu no tanjō par Namio Egami
3. Ise to Izumo par Yasutada Watanabe
4. Hōryūji par Seiichi Mizuno
5. Tōdaiji no Daibutsu par Takeshi Kobayashi
6. Shiruku Rōdo to Shōsōin par Ryoichi Hayashi
7. Nara no tera par Minoru Ooka
8. Mikkyō no bijutsu par Takaaki Sawa
9. Byōdōin to Chūsonji par Toshio Fukyama
10. Yamatoe par Saburo Ienaga
11. Unkei to Kamakura chōkoku par Hisashi Mori
12. Shūbun kara Sesshū e par Ichimatsu Tanaka
13. Shiro to shoin par Kiyoshi Hirai
14. Momoyama no shōhekiga par Tsugiyoshi Doi
15. Cha no bijutsu par T. Hayashiya, M. Nakamura et S. Hayashiya
16. Kosode to Nō ishō par Seiroku Noma
17. Momoyama no fūzokuga par Yuzo Yamane
18. Sōtatsu to Kōrin par Hiroshi Mizuo
19. Nanban bijutsu par Yoshitomo Okamoto
20. Katsura to Nikkō par Naomi Okawa
21. Minka par Teiji Itoh
22. Edo no ukiyoeshi par Seiichiro Takahashi
23. Bunjinga par Yoshiho Yonezawa et Chu Yoshizawa
24. Kindai bijutsu no nagare par Michiaki Kawakita
25. Sekai no naka no Nihon bijutsu par Toru Terada

Suppléments :
1. Bekkan [1]. Mingei par Kageo Muraoka et Kichiemon Okamura
2. Bekkan [2]. Niwa par Yujiro Nakata
3. Bekkan [3]. Sho par Masao Hayakawa
4. Bekkan [4]. Tōki par Tsugio Mikami

Édition anglaise
1. Major Themes in Japanese Art
2. The Beginnings of Japanese Art
3. Shinto Art: Ise and Izumo Shrines
4. Asuka Buddhist Art: Horyu-ji
5. Nara Buddhist Art: Todai-ji
6. The Silk Road and the Shoso-in
7. Temples of Nara and their Art
8. Art in Japanese Esoteric Buddhism
9. Heian Temples: Byodo-in and Chuson-ji
10. Painting in the Yamato Style
11. Sculpture of the Kamakura Period
12. Japanese Ink Painting: Shubun to Seeshu
13. Feudal Architecture of Japan
14. Momoyama Decorative Painting
15. Japanese Arts and the Tea Ceremony
16. Japanese Costume and Textile Arts
17. Momoyama Genre Painting
18. Edo Painting: Sotatsu and Korin
19. The Namba Art of Japan
20. Edo Architecture: Katsura and Nikko
21. Traditional Domestic Architecture of Japan
22. Traditional Woodblock Prints of Japan
23. Japanese Painting in the Literati Style
24. Modern Currents in Japanese Art
25. Japanese Art in World Perspective
26. Folk Arts et Crafts of Japan
27. The Art of Japanese Calligraphy
28. The Garden Art of Japan
29. The Art of Japanese Ceramics
30. Japanese Art: A Cultural Appreciation par Saburo Ienaga
31. General Index